# Die Bettleroper (1953)
Die Bettleroper ist ein 1952 entstandener, britischer Musik- und Kostümfilm von Peter Brook mit Laurence Olivier in der Hauptrolle. Der Film basiert auf John Gays The Beggar’s Opera (1728).

## Handlung
Ein Bettler, der zugleich Dichter und Komponist ist, wird wegen seiner Bettelei in das Newgate-Gefängnis eingeliefert. Er bringt eine Fülle von beschriebenen Papieren mit. Es handelt sich dabei um die Noten eine Oper, in deren Mittelpunkt der verschlagene Straßenräuber Hauptmann MacHeath steht. Dieser sei, laut dichterischer Freiheit dieses Musikstücks, ein in einem roten Mantel gewandeter Teufelskerl, der zugleich rauben und Frauen betören würde und den niemand fangen könne. Die Wahrheit sieht jedoch ganz anders aus, wie die Mitgefangenen belegen: MacHeath sei unter ihnen, und ein armseliger, zerlumpter Kerl, der hier in Ketten läge. Der schurkische Räuberhauptmann wartet auf seine Hinrichtung am folgenden Morgen. Da er aber nichts besseres zu tun hat, nimmt er sich die Noten des Bettlers vor und beginnt, „seine“ Oper zu singen. Bald sind auch die anderen Gefangenen ergriffen und werden Teil dieser Bettleroper. Die provisorische Aufführung des neuen Werks kann beginnen:
Im Mittelpunkt der Geschichte stehen die „Heldentaten“ des Captain MacHeath, dem man – dies ist die künstlerische Freiheit eines Komponisten – so manches charmantes und nonchalant durchgeführtes Gaunerstück andichtet. Der Opern-MacHeath überfällt eine Kutsche aus und raubt nicht nur ein Medaillon, sondern auch noch den Kuss einer eleganten, schönen Dame. Daheim wartet sein Weib, Polly Peachum, und schmachtet den Tausendsassa an. Pollys Eltern haben nichts von der heimlichen Hochzeit ihrer Tochter mit dem Räuberhauptmann gewusst und sind dementsprechend nicht einverstanden mit dieser Ehe. Da sie aber ihren Nutzen daraus ziehen wollen, bringen sie die ahnungslose Polly dazu, MacHeath eine Falle zu stellen, auf dass die Staatsgewalt den Edelschurken verhafte und die Peachums eine Belohnung einstecken können. Spät aber nicht zu spät kann Polly ihren Gatten vor dem Hinterhalt warnen, und so entkommt dieser nach einem kurzen Gefecht den durch die Peachums auf ihn gehetzten Häschern. Durch eine Finte der Hure Jenny und ihrer Freundinnen gerät MacHeath schließlich doch noch in Staatsgewahrsam.
Durch Lucy, einem Mädchen, dem er einst das Herz gebrochen hatte, kommt MacHeath jedoch bald wieder auf freien Fuß, da er ihr verspricht, sie daraufhin zu heiraten. Dummerweise kommt seine Ehefrau Polly hinzu, und MacHeath stellt die beiden einander vor, ohne ins Detail zu gehen. In der Verkleidung eines Lords entkommt der Räuber und versteckt sich in einem Spielcasino. Hier hofft er außerdem, nicht mehr auf Lucy treffen zu müssen, die sonst sicherlich die Eheschließung mit ihm einfordern dürfte. Dennoch wird man wieder rasch seiner habhaft. Als Lucy und Polly ihn erneut in seiner Zelle besuchen, sieht er keinen Grund mehr, mit irgendeiner der beiden über das leidige Thema Ehe zu sprechen, da er demnächst eh bald hängen werde. Am kommenden Morgen wird MacHeath, auf seinem vorbereiteten Sarg sitzend, zum Galgen kutschiert. Unter dem Strick küsst er noch einmal Lucy und Polly. Die Augen werden ihm verbunden, und er erwartet tapfer sein Schicksal. Hier endet die unvollendete Bettleroper.
MacHeath ist empört: Nun soll er also gleich zweimal hängen! – erst in der Oper und dann auch noch ganz real. Nein, damit ist er überhaupt nicht einverstanden. Nach kurzem Überlegen gibt ihm der Bettler-Komponist recht, und so erhebt sich der Gefangenenchor und fordert für MacHeath die Begnadigung. Bald bebt die gesamte Zelle. Der Gefangenenwärter schaut daraufhin nach dem Rechten, um die Ursache für den Lärm in der Gemeinschaftszelle zu erkunden. Diesen Moment nutzt MacHeath, um auszubüxen, und er reitet mit einem gestohlenen Pferd, das ihn auf dem Sarg zum Galgen transportieren sollte, in die Freiheit. Frohgemut singt der Räuberhauptmann, als er London im Galopp verlässt, dass er seine Freiheit nur der Bettleroper verdanke.

## Produktionsnotizen
Die Bettleroper entstand 1952 und wurde am 9. Juni 1953 in London uraufgeführt. In Deutschland lief der Film am 2. April 1954 an. Die deutsche Fernsehpremiere fand am 14. August 1967 in der ARD statt.
Georges Wakhévitch und William C. Andrews schufen die Filmbauten. Der sehr junge Peter Mullins gehörte dem Zeichnerteam an, Austin Dempster war einer von mehreren einfachen Kameraleuten unter der Leitung Guy Greens.

## Kritiken
„Der Film ist vielerlei in einem: ‚große Oper‘ mit einer vorzüglichen Bearbeitung der Originalmusik (von 1728) Johann Christoph Pepuschs durch Arthur Bliss, temporeicher Abenteuerfilm mit einem ironisch-romantischen Helden (Olivier) in der Hauptrolle, intelligente Paraphrase über Dichtung und Wahrheit. (…) Insgesamt ist ‚The beggar‘s opera‘ eine der wenigen geglückten Opern-Verfilmungen.“

Im Lexikon des Internationalen Films heißt es: „Die englische Volksoper von John Gay …, der auch Brecht die Handlung für seine ‚Dreigroschenoper‘ entnahm, leicht abgewandelt, als intelligentes, romantisch-ironisches Kostümabenteuer in glanzvoller Besetzung.“

„Brook gab hier sein Filmdebüt mit einer lebhaften, energiegeladenen Version von John Gays Oper. Co-Produzent und Star Olivier ist irgendwie fehlbesetzt, macht dann aber alles mehr als wett mit einer gerissenen Porträtierung eines eingebuchteten Straßenräubers, der seine ‚Heldentaten‘ in einer Musikrevue ausschlachtet.“

„Übermäßig gekürzte Fassung der schwachen Oper von 1728, die zwar allgemein sympathisch ist, der es jedoch einer starken, schlüssigen Herangehensweise ermangelt, und die durch eine aufdringliche Farbgebung und eine ungleichmäßige, theaterhafte Präsentation beeinträchtigt wird.“